# Noordeinde (Wormerveer)
De Noordeinde is een van de oudste straten in het centrum van het Nederlandse dorp Wormerveer gemeente Zaanstad. De Noordeinde loopt van de Noorddijk tot de Marktstraat en de Zaanweg waar de straat in overgaat. Zijstraten van de Noordeinde zijn de Cor Bruijnweg, Evertsenstraat, Zaanstroom, Kerkstraat en de Krommenieërweg. Parallel aan deze straat ligt de Zaan. De straat is ongeveer 690 meter lang.

## Historie
De Noordeinde heeft tal van rijksmonumenten waaronder op nummer 20 de Nederlands Hervormde Kerk uit 1637, alsook een uit 1686 houten woonhuis op nummer 66.

## Rijksmonumenten

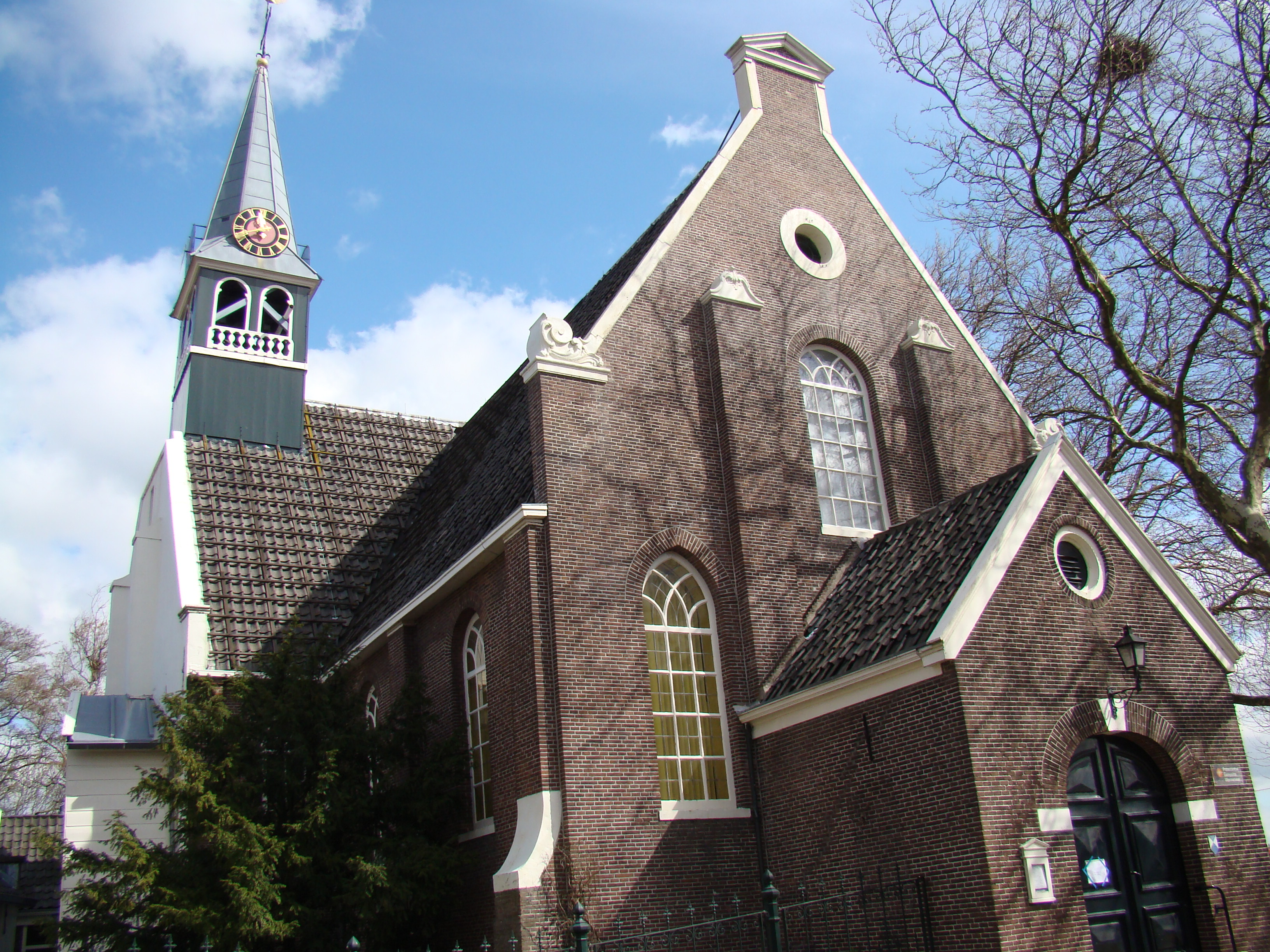
De Nederlands Hervormde Kerk aan de Noordeinde 20 (rijksmonument)
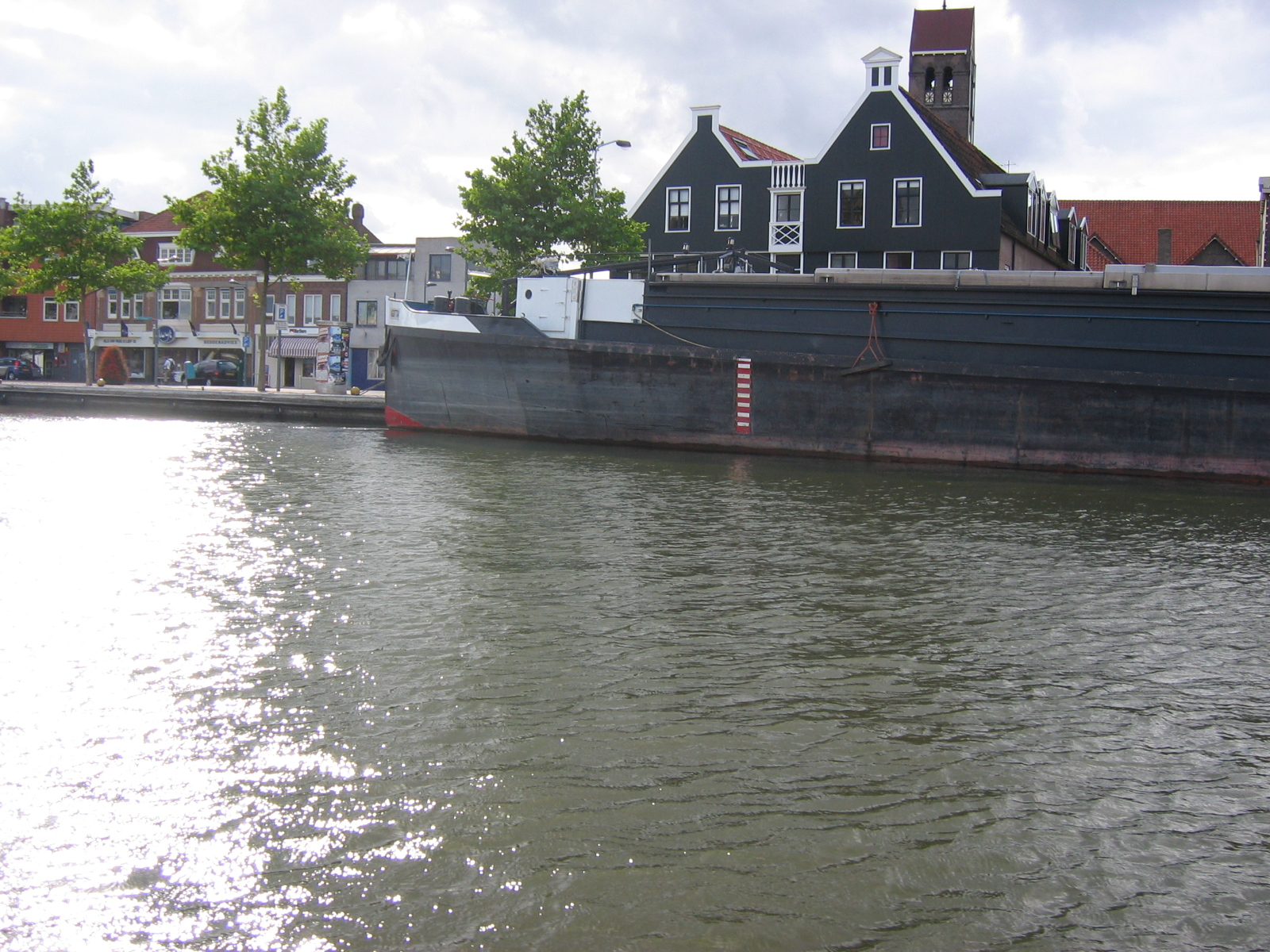
Noordeinde met er voor de Zaan

## Trivia
- Op de Noordeinde 18 heeft een pand als raadhuis dienstgedaan, later werd het pand aan de Stationsstraat 1 het raadhuis (gemeentehuis).[3]
- De Zaanstroom is een voormalige fabriek voor cacao en chocolade die aan het Noordeinde heeft gestaan.

Billitonkade ·
Dubbelebuurt ·
Franklinstraat ·
Hennepad ·
Lassiestraat ·
Marktstraat ·
Noordeinde ·
Stationsweg ·
Zaandijkerweg ·
Zaanweg